# Себастьян-Ларанжейрас
Себастьян-Ларанжейрас (порт. Sebastião Laranjeiras) — муниципалитет в Бразилии, входит в штат Баия. Составная часть мезорегиона Юго-центральная часть штата Баия. Входит в экономико-статистический микрорегион Гуанамби. Население составляет 10 712 человек на 2007 год. Занимает площадь 2004,185 км². Плотность населения — 5,34 чел./км².
Праздник города — 7 апреля.

## История
Город основан в 1962 году.

## Статистика
- Валовой внутренний продукт на 2005 год составляет 24 291 000 реалов (данные: Бразильский институт географии и статистики).
- Валовой внутренний продукт на душу населения на 2003 год составляет 2496,25 реалов (данные: Бразильский институт географии и статистики).
- Индекс развития человеческого потенциала на 2000 год составляет 0,645 (данные: Программа развития ООН).

## География
Климат местности: полупустыня.